# I'm a Believer
Singles de The Monkees
Last Train to Clarksville
(août 1966) A Little Bit Me, a Little Bit You
(mars 1967)
I'm a Believer est le deuxième single du groupe de pop américain The Monkees, sorti en 1966.

## Histoire
I'm a Believer est écrite et composée par Neil Diamond, qui l'enregistre à plusieurs reprises : en 1967 sur l'album Just for You, en 1979 sur l'album September Morn, et en 2010 sur l'album Dreams. C'est cependant la version des Monkees qui paraît la première, en novembre 1966, et celle qui rencontre le plus grand succès : no 1 aux États-Unis, au Royaume-Uni et dans plusieurs autres pays, leur single s'écoule à plus de dix millions d'exemplaires et reste l'un des plus vendus de tous les temps.

## Musiciens
- Micky Dolenz : chant, chœurs
- Davy Jones : chœurs
- Peter Tork : chœurs
- Neil Diamond : guitare
- Buddy Salzman : batterie

Les autres musiciens sont inconnus.

## Reprises
- Les Sextans en français sous le titre "Ils aiment la vie" (1966)
- Erick Saint-Laurent chante "J'ai Cru a Mon Rêve" (1966)
- The Four Tops sur l'album Reach Out (1967)
- The Ventures sur l'album Guitar Freakout (1967)
- Robert Wyatt en single (1974) – 29e au Royaume-Uni
- EMF sur l'album The very best of EMF (1995/1998)
- Smash Mouth sur la bande originale du film Shrek (2001)
- Weezer sur la bande originale du film Shrek 4 (2010)
- Caterina Caselli en italien sur l'album Diamoci del tu (1967)
- Elmer Food Beat en français sous le titre "Quand j'ai vu ses fesses" (2016) sur l'album À poil les filles !